# 오아하카주

오아하카주

오아하카주(Oaxaca, 스페인어: [waˈxaka] ( 듣기))는 멕시코 남서부에 위치한 주로 주도는 오아하카이며 면적은 93,757km2, 인구는 3,866,280명(2012년 기준), 인구 밀도는 41명/km2이다. 1823년 12월 21일에 신설되었으며 570개 지방 자치체를 관할한다. 서쪽으로는 게레로주, 북서쪽으로는 푸에블라주, 북쪽으로는 베라크루스주, 동쪽으로는 치아파스주, 남쪽으로는 태평양과 접한다.

주기
주 문장